# Francesc Guardans i Cambó
Francesc Guardans i Cambó (Barcelona, 1952) és un advocat i editor català. És net de Francesc Cambó.
Nascut l'any 1952 a Barcelona, es llicencià en dret per la Universitat Complutense de Madrid, i estudià diferents cursos de postgrau en Econòmiques de la Universitat de Colúmbia, a l'estat de Nova York. Va ser vicepresident segon del The Chase Manhattan Bank (1981-1985) a Ciutat de Nova York i conseller delegat del Grupo Anaya (1992-1996). També ha estat director regional per Àsia-Pacífic de la multinacional editorial holandesa Wolters Kluwer a Sydney (1996-2000). És president de l'Institut Cambó de Barcelona, ha estat també editor de la col·lecció Fundació Bernat Metge i assessor de Libros de Vanguardia. El 19 d'octubre de 2009 va ser nomenat president del Consell Nacional de la Cultura i de les Arts (CoNCA), en substitució de Xavier Bru de Sala El 14 de novembre de 2011 va dimitir juntament amb nou membres més del plenari del CoNCA com a protesta pel trencament de model que proposa el projecte de Llei òmnibus de 2011. En l'actualitat es soci director del Laboratorio de Aprendizaje Social y Emocional, institució dedicada a la divulgació de la intel·ligència emocional com eina per al canvi positiu. És també membre del Consell de diverses empreses i fundacions.